# Храна Вуковић Косача
Храна Вуковић Косача је био кнез из породице Косача која је имала своје поседе ујугоисточном делу данашње Босне и Херцеговине око настанка Дрине. Био је син Вука Косаче и млађи брат великог војводе хумског Влатка коме је током живота био подређен због чега о њему има врло мало историјских података.
Био је ожењен извесном Анком са којом је имао три сиа:
- Сандаља
- Вукца
- Вука

чији су потомци предводили Косаче крајем 14. и током 15. века. Помиње се у изворима 1378. године, али се не зна када је умро, мада је то било сигурно пре смрти његовог старијег брата Влатка 1392. године. Као млађи члан властелинске породице највероватније је носио титулу кнеза са којом га помиње документ Млетачке републике из 15. века.